# Ђура Јакшић
Георгије Ђура Јакшић (Српска Црња, 8. август 1832 — Београд, 16. новембар 1878) био је српски сликар, књижевник и учитељ.
У његов сликарском опусу је око 200 слика. Уз Новака Радонића и Стеву Тодоровића припада водећим сликарима српске епохе романтизма.

## Биографија
Његово право име је Георгије. Отац Ђуре Јакшића, Дионисије (рођен 1806) био је свештеник. Мајка Христина (рођена 1812), била је из свештеничке породице. Осим прворођеног Ђуре, Дионисије и Христина имали су још осморо деце (Максим, Лазар, Мартин, Александар, Јован, Венијамин, Стефанида и Јулијана), од којих је двоје умрло у раном детињству. Ђура је основну школу похађао у родној Црњи, Хацфелду (данашњи Жомбољ) и Сегедину. Три разреда гимназије завршио је у Сегедину. Како је био осредњи ђак, отац је желео да Ђура изучи трговачки занат, те га је слао у Хацфелд на школовање током распуста и у Кикинду у трговачку радњу, али је Ђура сваки пут бежао кући. После завршене гимназије, отишао је у Темишвар (данас Румунија) да учи цртање код Словака Агоста Дунајског. Године 1846. умрла му је мајка Христина. Мотив седморо сирочади, појављује се касније у Ђурином стваралаштву. Уочи револуционарне 1847. године био је студент уметничке академије италијанског сликара Ђакома Марастонија у Пешти, где је био најбољи ученик, али је због револуционарних догађаја морао да је напусти. Вративши се у родни крај, продужио је да учи сликарство у Бечкереку код Константина Данила чувеног сликара тог доба, тражећи сопствени уметнички израз и продубљујући своја знања, између осталог и немачког језика.
У револуцији 1848—1849. године иако шеснаестогодишњак, учествовао је као добровољац. Када се револуција завршила поразом, написао је: „Ах, зашта гинусмо и страдасмо – а шта добисмо!” Убрзо га је немаштина приморала да прихвата разне послове. Радио је по повратку из Великог Бечкерека, као канцелиста код среског судије Лазара Влаховића. Ту је у Великој Кикинди 1850. године портретисао Влаховића, и поклонио му исти портрет. Била је то прва слика коју је урадио сликар Јакшић. Тих година често је мењао место боравка. Отишао је у Београд, а убрзо после тога у Беч да настави студије сликарства. У Бечу се кретао у уметничким круговима са Бранком Радичевићем и Ђуром Даничићем. Његови поетски првенци угледали су светлост дана у Сербском летопису 1853. године. Беспарица га приморала да се врати кући, али убрзо потом отишао је на Академију финих уметности у Минхен.
Крајем 1855. године настанио се у Кикинди и живео од сликарства. Писао је песме и штампао их у Седмици под псеудонимом Теорин. У Нови Сад прешао је 1856. године, подстакнут повратком пријатеља са којима је друговао у Бечу који су се окупљали око новосадских листова Седмица и Дневник. По повратку са сликарских студија, живео је у Банату до 1856.
Од 1857. прешао је у Србију, где остаје све до смрти. У Србији је радио као сеоски учитељ (у Подгорцу, Сумраковцу, Сабанти, Рачи код Крагујевца и Пожаревцу, у коме се и оженио) и као гимназијски учитељ цртања (у Крагујевцу, Београду и Јагодини). У то време боравио је и у манастиру Враћевшница, где је нацртао неколико историјских портрета, које је поклонио манастиру. У Крагујевцу је била сачувана кућа у којој је становао две године док је радио у гимназији (1863-1865). Ова кућа срушена је 2018. године. У Сабанти је 1936. године на свечаности откривена спомен-биста Јакшића, који је ту дошао за учитеља у августу 1865. године.
Ђура Јакшић је био свестран уметник и родољуб: песник, приповедач, драмски писац и сликар. Али и боем. Стваралачки и страдалачки живот тог образованог и темпераментног човека често се одвијао у боемском амбијенту скадарлијских кафана Три шешира и Два јелена. Боемска атмосфера било је окружење у коме је добијао стваралачку инспирацију, изазивао дивљење и аплаузе веселих гостију и боемских дружбеника, али и бес власти чијој се суровости и лакомости ругао, оригинално и сатирично.
Стално је живео у оскудици, и тешко је издржавао своју бројну породицу. Притиснут породичним обавезама и дуговима, склон боемcтву, болестан, Ђура Јакшић се потуцао кроз живот. Разочаран у људе и живот, налазио је утеху у уметничком стварању, песничком и сликарском. Био је нежан, искрен друг и болећив отац, али у мрачним расположењима раздражљив и једак. Његова болна и плаховита лирика веран је израз његове интимне личности, трагичне и боемске.
Оболео од туберкулозе, у дуговима, гоњен је и отпуштан (1871) из државне службе. Уз помоћ Стојана Новаковића 1872. године добио је посао у Државној штампарији.
Смрт га је затекла на положају коректора Државне штампарије у Београду 16. новембра 1878. године (по јулијанском календару). Првобитно је сахрањен на старом Ташмајданском гробљу, али су његове кости, након отварања гробља, пренесене на Ново гробље у Београду. На гробном споменику Ђуре Јакшића исписане су речи: У свету, брале, нема љубави.
Имао је супругу Тину (Христину) и децу Милоша, Белуша, Тијану и Милеву. Белуш (* 1863 — † 1882) такође је сликао и писао.
Инспирација за „Девојку у плавом” била је Мила, крчмарица из Кикинде, којој је посветио и песму „Мила”.

## Књижевни рад
Ђура Јакшић највећи је лиричар српског романтизма и један од најдаровитијих и најзначајнијих српских сликара 19. века.
Страствен, изузетне имагинације, снажне осећајности, бунтован и слободарски, писао је за романтичарским заносом песме о слободи, против тираније, родољубиву лирику, али и стихове лирског посвећења и дубоког бола. Контроверзан, посветио је збирку поезије Кнезу Милану Обреновићу. Јакшић је зачетник и најистакнутији представник анакреонтске поезије код Срба, али и аутор бројних досетки, афоризама, поетских минијатура.
У духу епохе у којој је живео и стварао, Ђура Јакшић је имао своје узоре, међу песницима Петефија и Бајрона, а међу сликарима Рембранта. Често је обрађивао исте мотиве и у књижевним делима и на сликарским платнима.
Иако успешни песник и драмски писац, Јакшић је за српску књижевност важан и као приповедач. Огласио се у тренутку када се код нас јављају наговештаји реализма, посебно видљиви у продору савремене тематике.
Писао је неколико врста приповедака. Најпре оне у којима је идеализовао наш средњи век, приказујући немањићка времена. Другу групу чине приповетке о животу банатског села, а међу њима је најпознатија ’Сирота Банаћанка’, која и говори о страдању народа током бурних догађаја из 1848, 1849. Трећу групу чине приповетке инспирисане српско-турским ратом, и у њима је родољубива тематика из Јакшићевих песама добила свој природни продужетак.
Написао је око 40 приповедака, три драме у стиху: „Станоје Главаш“, „Сеоба Србаља“ и „Јелисавета“. Оставио је незавршен историјски роман Ратници о српско-турском рату 1876—1878. Јакшић је стварао лирску, епску и драмску поезију. Своје лирске песме објављује скоро по свима српским часописима. За живота је објавио збирку своје лирике „Песме“. Најзначајније епске песме су: „Братоубица“, „Невеста Пивљанина Баја“, „Барјактаровићи“, „Мученица“ и „Причест“. Његов рад на драми је двоструко обимнији него на лирици и епу.
Јакшић је један од најранијих и најплоднијих српских приповедача. Највише је писао у прози: око четрдесет приповедака и скица, од којих неколико недовршених.
Од драма, уметнички је најуспелија Јелисавета кнегиња црногорска, писана у духу шекспировске драматургије, са намером да се на историјској основи прикаже и једна политичка драма, тако важна за целокупну нашу историју, а везана за владареву жену, странкињу пореклом. Много сукоба, страсти, мржње, обликују драматичан однос међу јунацима, и због тога је логично што два главна јунака, Јелисавета и Радош Орловић, на крају тону у лудило.
Најмање је радио на лирици, па ипак, Ђура Јакшић је створио известан број песама од трајне и класичне вредности. Неке од њих, као „На Липару“, „Мила“, „Кога да љубим“, „Пут у Горњак“, „Кроз поноћ нему“, спадају у најбоље стихове српске поезије.

## Критички осврт
Кад је реч о Јакшићу, онда се у првом реду мисли на његов лирски талент, и у погледу темперамента и у погледу изражаја. Јакшић је романтик у најпотпунијем смислу. Он се развио под утицајем Бранка Радичевића, Змаја, Бајрона и Петефија. Као и сви велики романтичарски песници, и Јакшић је бунтовна и страсна природа, необуздане и плаховите маште и надахнућа, устрептао и бујан и у осећањима и у изражају, незадовољан животом, сав у чежњи за узвишеним и недокучивим. У лирским песмама, где је непосредно и једноставно уобличавао расположење, он је постигао велике успехе, кад није падао у претеран занос и вербализам. У епу, драми и приповеци, где је потребно више мирноће, склада и мере у композицији, он је стварао само осредње. Уколико та његова дела вреде, вреде готово искључиво због снажних лирских места.
Он је био и сликарски талент, и целога се живота бавио сликарством. Своје прве песме је потписивао „Ђура Јакшић, молер“. У сликарству је његов узор био Рембрант, из чијих портрета, рађених искључиво контрастним бојама, избија нека унутрашња ватра испод саме боје, изван контура које су изгубљене у боји. Тако је Јакшић схватио реч као изражај, — чисто сликарски. Бурна и опојна емоција, љута „као врх од ханџара“, како сам каже, искрен је и спонтан израз његове личности, не намештена поза и књишка сентименталност. Искрени, ватрени и опојни занос, то је одлика његова романтичарског темперамента, који он код нас најбоље представља, као што Бајрон представља енглески, или Виктор Иго француски романтизам. Ватрени занос свога осећања, љубав или родољубље, сету или песимизам, он дочарава речима које гомила по боји, по звуку, по способности да подстакну нарочиту врсту осећања, али не ради тога да изазове конкретну слику или јасан појам, већ само ради тога да дочара своје основно расположење. Он зна моћ речи, нигда му их није доста, нигда није задовољан избором; бира их и распоређује, затим гомила и засипа. То исто, кат-када, ради и са сликама и појмовима.
Његове најлепше песме („На Липару“, „Падајте, браћо“ и друге) уобличене су на тај начин. Он више полаже на ритам него на пластику, зато су његове слике само апстрактни наговештаји нечег што се наслућује. Као што у снажним расположењима превлађују бурне оркестрације и громки узвици, тако у нежнима превлађује присан, топао тон, шапат и цвркутање. Али тај подигнути тон, игра са осећањима и језиком, често је промашила и прешла у блештав стил. Јакшић је имао лепих успеха, али и много неуспеха. Још је Скерлић тачно приметио да је „реч била његова врлина и његова мана“, рекавши да је Јакшић ’песник снаге, али без мере и склада’
Јакшићеве драме у стиху приказују карактере из наше прошлости. Сентименталне љубави, намештена патетика и декламаторски тон превлађују свуда подједнако. „Сеоба Србаља“ је писана народним десетерцем, а „Јелисавета“ и „Станоје Главаш“ врло сликовитим и живим јамбом. Те су драме више за читање него за гледање; у њима вреде снажна лирска места. Јакшићеви драмски карактери су одвећ наивни и претерано идеалисани; они се не уобличавају кроз радњу, већ кроз неприродне и дуге монологе; радња је уопште оскудна и слабо мотивисана. Као романтични репертоар за ширу публику, која воли историјске костиме и декламацију, оне су све игране у позоришту; „Станоје Главаш“ се и данас игра.
Иако је Јакшић највише радио у прози, тај део његова књижевног рада је најмање значајан. Он пише историјске приповетке и приповетке са предметом из савременог живота, србијанског и банатског, савремене сеоске приповетке углавном. Најбоље су му приповетке у којима слика банатско село и сељака. У свима приповеткама избија његов заносни лиризам, љубав према националној и личној слободи и побуна против друштвене неправде. Он је један од зачетника социјалне приповетке, која се развила тек у доба реализма, и оснивач лирске приче.

## Награде које носе име Ђуре Јакшића
У Српској Црњи се сваке године одржавају манифестације посвећене Ђури Јакшићу. Том приликом се додељује Награда „Ђура Јакшић” за најбољу збирку поезије која је издата на српском језику претходне године.
Награду „Ђурин шешир” додељују Фондација „Споменица солидарности” и Установа културе „Стари град” – Кућа Ђуре Јакшића.
У Јагодини од 1955. године постоји књижевни клуб „Ђура Јакшић” који од 2000. додељује „Ђурину грамату” као највеће признање клуба.

## Меморијални музеј Ђуре Јакшића
У Српској Црњи се, у његовој родној кући (која је споменик културе СК 1123), налази музеј посвећен овом великом уметнику. Отворен је 1980.

## Галерија
- Ђура Јакшић
- Биста Ђуре Јакшића на Калемегдану
- Грб Српске Црње са сликом Ђуре Јакшића
- Поштанска марка из 1960. године, са ликом Ђуре Јакшића
- Маркица са мотивима слике Ђуре Јакшића
- Марко Краљевић, 1856.
- Свети Ђорђе пешак, 1856-1857
- Свети Архангел Михаило, 1862, Народни музеј
- Свети Апостол Павле, 1854-1855, Галерија Матице српске
- Марко Краљевић, 1857.
- Потпоручник Варјачић, 1858.
- Супруга Тасе Живковића
- Страхинић Бан, 1862.
- Милева Протић Коцић, 1866, Галерија Матице српске
- Таковски устанак (уље на платну), 1876-1878, данас у Народном музеју у Београду
- Убиство Карађорђа, 1862, Народни музеј
- Портрет кнеза Милоша Обреновића, уље на платну, 54,8×68,5 цм, 1859. Овај рад налази се у манастиру Враћевшница
- Цар Душан, 1857, Галерија Матице српске
- Кнез Михаило на одру, 1868‒1869
- Милосав Ристић, 1871-1872
- Портрет Милана Обреновића
- Црногорац, 1875.
- Устанак Црногораца
- Бој Црногораца са Турцима, 1846, Народни музеј
- Станоје Главаш